# Jednostka certyfikująca rolnictwa ekologicznego
Jednostka certyfikująca rolnictwa ekologicznego – niezależna, prywatna stronę trzecią dokonującą inspekcji i certyfikacji w zakresie produkcji ekologicznej zgodnie z przepisami zawartymi w rozporządzeniach Rady Europejskiej i regulacjami krajowymi.

## Regulacje europejskie dotyczące certyfikacji rolnictwa ekologicznego
W rozporządzeniu Rady (WE) z 2007 r. w sprawie produkcji ekologicznej i znakowania produktów ekologicznych stwierdzono, że produkcja ekologiczna jest ogólnym systemem zarządzania gospodarstwem i produkcji żywności. Łączy w sobie najkorzystniejsze dla środowiska praktyki, wysoki stopień różnorodności biologicznej, ochronę zasobów naturalnych, stosowanie wysokich standardów dotyczących dobrostanu zwierząt i metodę produkcji. Ekologiczna metoda produkcji pełni podwójną funkcję społeczną: z jednej strony dostarcza towarów na specyficzny rynek kształtowany przez popyt na produkty ekologiczne, a z drugiej strony jest działaniem w interesie publicznym, ponieważ przyczynia się do ochrony środowiska, dobrostanu zwierząt i rozwoju obszarów wiejskich.
Zgodnie z rozporządzeniem państwa członkowskie ustanawiają system kontroli i wyznaczają jeden lub kilka właściwych organów odpowiedzialnych za kontrole.
Właściwy organ może:
- przyznać swoje uprawnienia kontrolne jednemu lub kilku innym organom kontrolnym. Organy kontrolne gwarantują odpowiednio obiektywność i bezstronność oraz dysponują wykwalifikowanym personelem i zasobami niezbędnymi do sprawowania swoich funkcji;
- przekazać zadania związane z kontrolą jednej lub kilku jednostkom kontrolnym. W tym przypadku państwa członkowskie wyznaczają organy odpowiedzialne za uznawanie i nadzór tych jednostek.

Właściwy organ może przekazać konkretnej jednostce certyfikującej zadania związane z kontrolą wtedy, gdy: 
- istnieje dokładny opis zadań, jakie jednostka certyfikująca może wykonywać, oraz warunków, na jakich może je wykonywać;
- istnieje dowód, że jednostka certyfikująca dysponuje wiedzą fachową, sprzętem oraz infrastrukturą wymaganą do wykonywania zadań jej przekazanych;
- dysponuje wystarczającą liczbą odpowiednio wykwalifikowanych i doświadczonych pracowników;
- jest bezstronna i nie występuje żaden konflikt interesów w związku z realizacją przekazanych jej zadań;
- jednostka certyfikująca spełnia wymogi określone w najnowszych wersjach, notyfikowanych w drodze publikacji Unii Europejskiej;
- podlega uznaniu przez właściwe organy;
- jednostka certyfikująca przekazuje wyniki przeprowadzonych kontroli właściwemu organowi w sposób regularny i na każde jego żądanie. Jeżeli wyniki kontroli wykazują niezgodności lub wskazują prawdopodobieństwo ich wystąpienia, jednostka certyfikująca natychmiast informuje o tym właściwy organ.

## Organy odpowiedzialne za certyfikację rolnictwa ekologicznego w warunkach polskich
W polskim systemie certyfikacji rolnictwa ekologicznego występują dwa podmioty odpowiedzialne za udzielenie uprawnień. Z jednej strony certyfikaty wydaje Polskie Centrum Akredytacji, które jest organem udzielającym akredytacji i odpowiedzialne jest za akredytację w rolnictwie ekologicznym. Drugim ogniwem systemu jest minister właściwy do spraw rolnictwa, który upoważnia jednostki certyfikacyjne do przeprowadzania kontroli oraz Główny Inspektor Inspekcji Jakości Handlowej Artykułów Rolno-Spożywczych do nadzoru i kontroli.

### Polskie Centrum Akredytacji
Na podstawie ustawy z 2016 r. o systemie oceny zgodności i nadzoru rynku akredytacja udzielana jest przez Polskie Centrum Akredytacji na wniosek zainteresowanej jednostki certyfikującej.  
Wniosek zawiera:
- nazwę jednostki oceniającej zgodność ubiegającej się o akredytację oraz wskazanie adresu jej siedziby;
- numer w rejestrze właściwym dla jednostki oceniającej zgodność;
- określenie zakresu akredytacji;
- wykaz dokumentów opisujących system zarządzania w jednostce oceniającej zgodność

Dokumentem potwierdzającym udzielenie akredytacji jest certyfikat akredytacji. Certyfikat akredytacji zawiera co najmniej:
- oznaczenie jednostki udzielającej akredytacji;
- nazwę jednostki oceniającej zgodność oraz wskazanie adresu jej siedziby;
- numer i oznaczenie certyfikatu akredytacji;
- wskazanie normy zharmonizowanej oraz dodatkowych wymagania.

### Jednostki certyfikujące w świetle ustawy o rolnictwie ekologicznym
W świetle ustawy z 2022 r. o rolnictwie ekologicznym i produkcji ekologicznej Główny Inspektor Jakości Handlowej Artykułów Rolno-Spożywczych przekazuje w drodze decyzji zadania związane z certyfikacją jednostce certyfikacyjnej. Nadzór i kontrolę na jednostkami certyfikujące przekazuje się temu organowi.

### Inspekcja Jakości Handlowej Artykułów Rolno-Spożywczych
W ustawie o jakości handlowej artykułów rolno-spożywczych z 2000 r. Inspekcję Jakości Handlowej Artykułów Rolno-Spożywczych uczyniono odpowiedzialną za sprawowanie nadzoru nad jednostkami certyfikującymi i nad produkcją ekologiczną.
Zgodnie z ustawą o rolnictwie ekologicznym Inspekcja Jakości Handlowej Artykułów Rolno-Spożywczych wykonywała zadania: 
- sprawowania nadzoru nad jednostkami certyfikującymi oraz nad produkcją ekologiczną;
- przeprowadzanie egzaminów dla osób ubiegających się o wpis do rejestru inspektorów rolnictwa ekologicznego oraz prowadzenie rejestru inspektorów;
- prowadzenia analizy danych i informacji dostarczanych przez jednostki certyfikujące,
- prowadzenia audytu i dokonywanie inspekcji jednostek certyfikujących, przekazywanie jednostkom certyfikującym wnioski pokontrolne,
- wykonywanie odpowiednich działań naprawczych, dokonywanie sprawdzenia u producentów ekologicznych prawidłowości kontroli wykonanych przez jednostki certyfikujące.

### Wykaz jednostek certyfikujących w polskim rolnictwie ekologicznym
W 2018 r. upoważnienie Ministra Rolnictwa i Rozwoju Wsi do przeprowadzania kontroli oraz wydawania i cofania certyfikatów w zakresie rolnictwa ekologicznego uzyskały następujące jednostki certyfikujące:
- Ekogwarancja PTRE (PL-EKO-01);
- PNG (PL-EKO-02);
- Cobico (PL-EKO-03);
- Bioekspert (PL-EKO-04);
- Biocert Małopolska (PL-EKO-05);
- Polskie Centrum Badań i Certyfikacji (PL-EKO-06);
- Agro Bio Test (PL-EKO-07);
- TÜV Rheinland Polska (PL-EKO-08);
- Centrum Jakości Agroeko (PL-EKO-09);
- SGS Polska (PL-EKO-10);
- DQS Polska (PL-EKO-11);
- Bureau Veritas Polska (PL-EKO-12)